# Baurevision
Eine Baurevision erbringt unabhängige und objektive Prüfungs- und Beratungsdienstleistungen für den jeweiligen Bauherrn, die darauf ausgerichtet sind, Mehrwerte zu schaffen und Mehrkosten zu vermeiden und auf diese Weise die Bauprozesse zu verbessern. Sie unterstützt die Organisation bei der Erreichung ihrer Ziele, indem sie mit einem systematischen und zielgerichteten Ansatz die Wirksamkeit des Risikomanagements, des internen Kontrollsystems und der Führungs- und Überwachungsprozesse bewertet und diese verbessern hilft.
Baurevision ist ein Teilgebiet aus dem Bereich Interne Revision, für das neben betriebswirtschaftlichen Kenntnissen in der Regel auch ingenieurwissenschaftliche Ausbildungen notwendig sind. Die Prüfung erstreckt sich bei der Durchführung einer Baurevision nicht nur auf Kostenaspekte, sondern bezieht auch Termine, Qualität und andere technische Prüffelder mit ein.
Baurevisoren nehmen mit ihrer Tätigkeit zusätzlich in der vor- und nachgelagerten Begleitung von Bauprojekten eine führende Rolle bei der Bekämpfung von Wirtschaftskriminalität ein.
Man kann baufremde und bauende Unternehmen unterscheiden: Baufremde Unternehmen sind solche, die auf Grund ihrer Tätigkeit Bauprojekte abwickeln, ohne dass das Bauen zu ihren Kernkompetenzen gehört.
Bei diesen Unternehmen ist das Risiko, überhöhte Kosten tragen zu müssen oder Opfer von Straftaten zu werden auf Grund nicht planmäßig vorhandener Interner Kontrollen im Baubereich signifikant erhöht. Solche Unternehmen und Organisationen können aus verschiedenen Branchen kommen:
- Städte und Gemeinden,
- Stadtwerke,
- Flughäfen,
- Krankenhäuser und Kliniken,
- Baumärkte und Baumarktketten,
- Andere produzierende und dienstleistende Unternehmen.

Bauende Unternehmen sind, im Gegensatz dazu solche, bei denen die Abwicklung von Bauprojekten zum Tagesgeschäft gehört, wie etwa Bauträger. Sie verfügen daher über ausgeprägtere Interne Kontrollen für Bauvorhaben.

## Prüfungs- und Beratungsansätze bei einer Baurevision
Ein Bauprojekt startet mit der Wunschvorstellung eines Bauherrn und endet mit der Übergabe des fertigen Objektes an ihn. Zur Umsetzung bedarf es einer sehr komplexen Projekt- und Bauabwicklung, bei der nicht nur finanzielle, kaufmännische, juristische und bautechnische Probleme zu lösen, sondern auch die zahlreichen Beteiligten zu koordinieren und deren Leistungen zu überwachen sind.
Bauherren delegieren vielfach ihre Funktionen, Pflichten und Verantwortungen sowie die für das Bauvorhaben erforderlichen Planungsleistungen und Bauarbeiten ganz oder teilweise auf Dritte. Hierunter fallen auch wichtige Kontroll- und Überwachungsaufgaben.
Weil Bauherren vielfach keine fachlichen Baukenntnisse haben, gibt es ganz unterschiedliche Erwartungen, die sie an eine Baurevision haben:
- Unterstützungsleistungen in Form von Beratung zu Einzelfragen,
- Durchführung von Revisionsprüfungen,
- Forensische Sonderuntersuchungen,
- Beratungsleistungen im Bereich Bauwesen,
- Leistungen zum Aufbau einer eigenen Baurevision,
- Schulungsmaßnahmen für den Fachbereich oder die Interne Revision.

Es lassen sich acht Prüffelder aufzeigen, mit denen die Gesamtheit der Prozesse in der Bauabwicklung prüferisch abgedeckt werden können:
- Projektmanagement,
- Ausschreibung und Vergabe von Architekten- und Ingenieurleistungen,
- Durchführung der Planungsleistungen,
- Ausschreibung und Vergabe von Bauleistungen,
- Bauausführung,
- Änderungsmanagement incl. Nachtragsmanagement,
- Abrechnung von Planungs- und Bauleistungen incl. aller Nachträge,
- Abnahme der Planungs- und Bauleistungen.

Innerhalb dieser Prüfungsfelder sind weitere Untergliederungen möglich, und zwar in einzelne Geschäftsbereiche oder Prozesse, etwa Einkauf oder Rechnungsprüfung. Eine professionelle Baurevision entwickelt für alle diese Prüffelder angemessene Prüfungsprogramme. Dies gilt auch für mögliche Kombinationen der Prüfungsfelder (z. B. Vertrags- oder Claim Management).

## Beispiel
Ein baufremdes Unternehmen erhält von seinem Architekten die Vorlage für umfassende Instandhaltungsmaßnahmen an einem denkmalgeschützten Objekt. Das Objekt soll hinsichtlich der Nutzung umgewidmet werden und nach der Renovierung als Bürogebäude genutzt werden.
Der Bauherr ist sich nicht darüber im Klaren, ob er den Umfang der Renovierungen tatsächlich benötigt und ob der geplante Kostenrahmen realistisch ist. Außerdem kann er nicht beurteilen, ob zusätzliche Risiken in den Plänen enthalten sind, die zu Nachträgen und damit zwangsläufig zu wesentlichen Überschreitungen des Kostenbudgets führen. Er beauftragt einen Baurevisor mit der Prüfung der Planungsunterlagen und bitte um eine Beurteilung der inhärenten Risiken.
Aufgabe einer Baurevision ist es, den gesamten Bauprozess von der Projektentwicklung bis zur Nutzungsübergabe an den Bauherrn zu untersuchen. Dabei kann es sich auch nur um einzelne Probleme, die Bauabwicklung im Besonderen oder um die Projektabwicklung handeln. Hierbei liegt ein besonderer Schwerpunkt auf dem Bereich des Internen Überwachungssystems sowie auf den notwendigen Internen Kontrollen, die zu einem wirtschaftlichen und ordnungsgemäßen Ablauf aller Bauprozesse führen sollen.
Bei einer Prüfung durch die Baurevision werden unter den Aspekten Ordnungsmäßigkeit, Wirtschaftlichkeit, Risiko und Sicherheit die Schwachstellen und Risiken des gesamten Prozesses analysiert und festgestellt. Weitergehende Prüfungsaspekte können berücksichtigt werden, spielen aber in der Praxis nach unserer Erfahrung eine eher untergeordnete Rolle.
Aus dieser Analyse werden dann mögliche Potenziale für Verbesserungen abgeleitet und in einen neuen verbesserten Prozess umgesetzt. Je nach Prüfungsansatz (ex ante, ad hoc oder ex post) können die ermittelten Einsparpotentiale und Prozessoptimierungen noch im laufenden oder in einem zukünftigen Projekt realisiert werden.
Trotz des risikoorientierten Prüfungsansatzes wird die Prüfung selbst immer aus der Sicht des Bauens durchgeführt. Das heißt, die Bauplanung und vor allem die Bauabwicklung stehen dabei im Vordergrund. Dabei geht es im Wesentlichen um die Einhaltung der einschlägigen technischen Vorschriften und ob die Zielsetzungen des Bauherrn (Baubeschreibung, definierte Kosten, Termine und Qualitäten) entsprechend umgesetzt werden bzw. wurden.
Dabei spielen vielfach kaufmännische (z. B. Preise, Abrechnung) und juristische Aspekte (z. B. Vertragsgestaltung, Forderungen) eine sehr große Rolle. Ohne Berücksichtigung dieser Aspekte würde zwangsläufig eine nur unzureichende Prüfung mit entsprechend negativen Ergebnissen resultieren.

## Forensische Prüfungen
Bauprojekte sind, gerade für sogenannte baufremde Unternehmen, kein Alltagsgeschäft. Der Projektcharakter zeigt sich häufig gerade in der Einmaligkeit des Bauprojekts. Ein Unternehmen baut in der Regel nur einmal ein Bürogebäude für die Hauptverwaltung oder eine neue Produktionshalle. Auch ein Werk im Ausland wird häufig nur einmal erstellt und dann später lediglich instand gehalten. Die allgemeinen Risikofaktoren, die fraudbegünstigend wirken, wie eine große Entfernung zum Mutterhaus, gelten auch in diesen Fällen für Bauprojekte.
Ist das bestehende Interne Kontrollsystem grundsätzlich zu schwach oder weist es wesentliche Lücken auf, so ist dies eine Möglichkeit für interne oder externe Täter, Straftaten zu begehen.
Beispiel: Ein in Starnberg ansässiges Unternehmen gab Umbauarbeiten in Auftrag. Die Auszahlung übernahm eine seit mehreren Jahren in der Buchhaltung tätige Mitarbeiterin. Nur landeten insgesamt fast eine halbe Million Euro nicht auf den Konten der Handwerker und Bauunternehmen, sondern auf den Konten zweier Freundinnen der Buchhalterin. Das Damentrio sorgte dann über Barabhebungen und Überweisungen, dass das Geld in den Verfügungsbereich der Buchhalterin gelangte. Wofür es ausgegeben wurde, ist unbekannt.
Die Abwehr doloser Handlungen erfolgt durch Interne Kontrollen, die sich in diesem Zusammenhang durch in die drei Hauptprozesse Prävention, Aufdeckung und Aufarbeitung gliedern lassen. Die Interne Revision nimmt dabei im Bereich der Aufdeckung eine führende Rolle ein.